# Georgette Hagedoorn

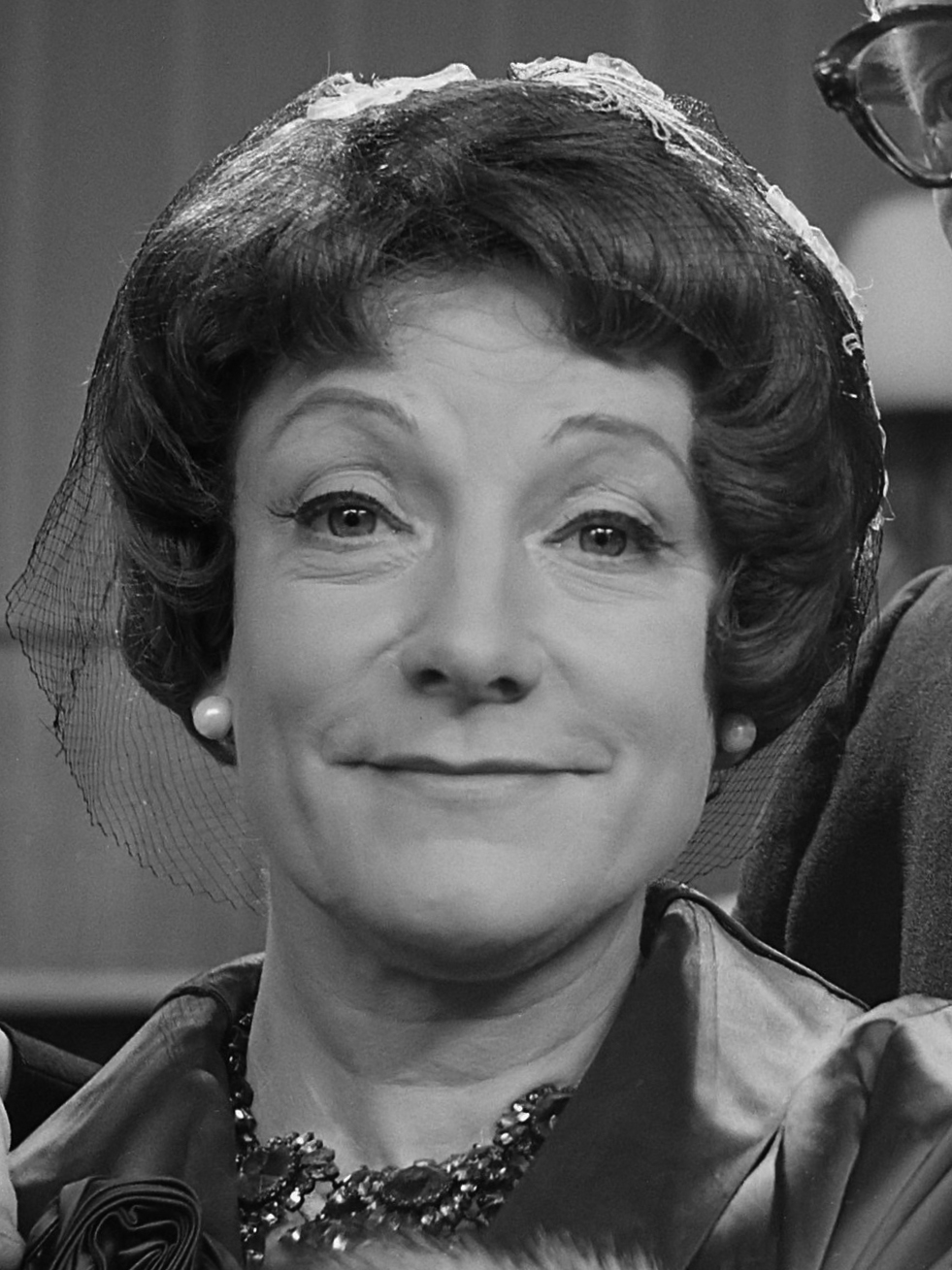
Georgette Hagedoorn (1962)

Marcelle Georgette Hagedoorn Bühnennamen Georgette Aubépine (geboren 4. April 1910 in Haarlem; gestorben 24. August 1995 in Den Haag) war eine niederländische Sängerin, Schauspielerin, Regisseurin und Rezitatorin.

## Leben
Georgette Hagedoorn wurde am 4. April 1910 geboren. Sie war die Tochter des niederländischen Fotografen Maurits Hagedoorn (1875–1946) und der Französin Marie Marguerite Emilie Delbassecourt (1876–1967), die sich weigerte, Niederländisch zu sprechen. Obwohl Georgette Hagedoorn in den Niederlanden geboren worden war, die niederländische Staatsbürgerschaft besaß und auf Niederländisch schauspielerte, zog sie es vor, auf Französisch zu singen.

### Schauspielerei
Im Alter von fünfzehn Jahren wurde sie trotz ihres jungen Alters an der Amsterdamer Schauspielschule aufgenommen. Nach ihrem Abschluss im Jahr 1928 erhielt sie einen Vertrag beim Vereenigd Tooneel von Eduard Verkade und Dirk Verbeek. Sie gab sie ihr Debüt in der Stadsschouwburg Amsterdam ein Jahr später als „Jantje“ in Uitkomst von Heijermans. In der Truppe war sie auch 1930 beschäftigt, als sie  Ariel in Shakespeares Der Sturm, in einer Übersetzung von Martinus Nijhoff, spielte. Nijhoff war sechsehn Jahre älter als Hagedoorn, und sie hatten eine heimliche Affäre. Ein Jahr später heiratete Hagedoorn am 3. Juni 1931 den Schauspieler Benjamin Lucien Royaards (1904–1966), den Sohn des Regisseurs Willem Royaards. Bei der Hochzeit gab es einige Probleme. Sie hatte kein Geld für ein Brautkleid und einen Nervenausschlag, und ihr zukünftiger Ehemann hatte den Brautstrauß vergessen. Das Paar bekam zwei Söhne, René Benjamin wurde 1932, und Julien „Jules“ Georg wurde 1935 geboren.
Mit ihrem Mann und einigen Kollegen gründete Hagedoorn 1936 in Deventer die „Nederlandse Toneelgroep“. Diese bestand jedoch nur kurze Zeit, denn ein Jahr später zog die Familie nach Antwerpen, da der Regisseur Joris Diels ihnen beiden einen Vertrag angeboten hatte. Sie spielten zunächst eine Saison am dortigen Königlichen Niederländischen Theater und dann im Jahr 1938 eine Saison bei der „Gezelschap Joris Diels“. Georgette gab ihr Debüt als Puck in Shakespeares Ein Sommernachtstraum am Antwerpener Theater. Die Kritiken waren sehr positiv. Die Rezension von Het Vaderland schrieb: „Hagendoorn gab einen hervorragenden, wendigen und witzigen Puck; Schön, diese scharfe, hohe Stimme, die Akrobatik ihrer Bewegungen, das ganze Koboldhafte ihrer Figur“. Zwar spielte Hagedoorn auch ernste Rollen, doch aufgrund ihres komödiantischen Talents machte sie sich einen Namen als Komikerin. Nach der deutschen Invasion im Jahr 1939 gingen die Spieler nach Frankreich, um für die Soldaten zu spielen, kehrten aber drei Monate später zurück. Diels nahm seine Leitung des Königlich Niederländischen Theaters wieder auf und Georgette und ihr Mann folgten ihm.

### Chansonnière
Ihren Vertrag mit Diels erfüllte Georgette Hagedoorn weiterhin, doch 1942 begann sie als Chansonnière aufzutreten. Bereits in Antwerpen hatte sie Chansons gesungen und die Wiederentdeckung dieses Genres markierte einen Wendepunkt in ihrer Karriere. Da sie noch immer bei Diels unter Vertrag stand, begann sie halb inkognito als Georgette Aubépine aufzutreten. Nachdem bekannt war, dass sich hinter Aubépine Hagedoorn verbarg, trat sie auch in Antwerpen unter ihrem eigenen Namen auf und gab ihr offizielles Debüt als Chansonnière. In Zeitungen wurde sie mit der berühmten französischen Sängerin Yvette Guilbert verglichen. Durch ihre Wendung zur Chansonnière begann sie sich mit ihrem Mann, der ein Vollblut-Schauspieler war, auseinanderzuleben. Das Paar kehrte 1946 in die Niederlande zurück, dort unterzeichneten sie einen Vertrag mit dem Residentietoneel. Georgette Hagedoorn suchte nach einer Bleibe in Den Haag und traf zufällig ihre Jugendliebe, den Dichter Martinus Nijhoff. 1948 ließ sie sich offiziell von Royaards scheiden und zog zu Nijhoff. Sie heirateten am 3. April 1952, doch die Ehe hielt nur ein Jahr, denn Nijhoff starb unerwartet bereits 1953.

### Weitere Karriere
Mit Kabarettgruppen, wie beispielsweise 1949 dem Wim Sonnevelds Kabarett trat Georgette Hagedoorn regelmäßig auf. Erst 1960 kehrte sie als Schauspielerin auf die Bühne zurück, und zwar bei der Haagse Comedie. Sie war 1966 als beste Nebendarstellerin in der Rolle der Lady Sneerwell in „Lessons in Slander“ zu sehen. Darüber hinaus sang sie weiterhin und führte nicht nur das französische Repertoire, sondern auch niederländische Kabarettlieder von Dirk Witte, Jean Louis Pissuisse, Louis Davids und anderen auf.
Als sie 65 Jahre alt wurde, wollte sie nicht in den Ruhestand gehen. Sie war der Meinung, dass auch für ein „altes Suppenhuhn“ attraktive Rollen geschrieben werden müssten. Sie wirkte 1977 in Musicals wie Foxtrot von Annie M.G. Schmidt und Harrie Bannink mit, bei dem sie im Alter von 67 Jahren Stepptanzunterricht nahm, sowie in weiteren Produktionen von Jos Brink und Frank Sanders, wie 1988 in „Oude Nieuwe Vrienden“, das speziell für sie geschrieben worden war. Im Alter von siebzig Jahren führte sie 1979 eine viel beachtete One-Woman-Show namens „Georgetterie“ auf, bei der Jules de Corte als Gast auftrat.
Am 24. August 1995 starb Georgette Hagedoorn im Alter von 85 Jahren in ihrer Heimatstadt Den Haag. Sie wurde im Grab von Martinus Nijhoff auf dem Westduin-Friedhof beigesetzt.